# Raumflotte Gothic

Logo der Spielserie

Raumflotte Gothic ist ein Tabletop-Spiel von 1999 basierend auf Games Workshops Warhammer-40.000-Universum. Es ist ein Raumschlachten-Spiel und handelt von der Invasion des Gothic-Sektors durch die Flotten Abaddons und der darauf folgenden militärischen Kampagne des Imperiums, um die Kontrolle wiederzuerlangen.

## Das Spiel
Hierbei handelt es sich um ein strategisches Würfelspiel mit oft selbst zusammengebauten und bemalten Miniaturen, das meistens an einem Tisch gespielt wird. Als Spieler erlangt man das Kommando über die Raumflotte eines der Warhammer-Völker im 41. Jahrtausend und führt diese gegen andere Raumflotten in die Schlacht. Es handelt sich hierbei um ein rundenbasiertes Spiel, in dem man mit einer kleinen Anzahl Raumschiffe zwischen Asteroidenfeldern und Planeten manövriert um den Gegner mit Torpedos, Enterfähren und Lasersalven zu besiegen. Die Figuren selbst lassen sich nicht in einen handelsüblichen Maßstab einordnen, sie sind jeweils 2 bis 10 cm lang.
Das Spiel kam mit der von Games Workshop erdachten Kampagne über den Gothic-Konflikt nach Deutschland und war damals mehr eine fixe Idee als ein handfestes Spiel, da die Regeln nicht mehr als ein überarbeitetes Kompendium aus White-Dwarf-Artikeln waren.
Mittlerweile gibt es für alle Völker des Warhammer-40.000-Universums Raumflotten und dazu passende Regeln. Die ersten Miniaturen stammten noch von Citadel Miniatures, inzwischen jedoch wurde Vertrieb und Weiterentwicklung von dem Unternehmensbereich Specialist Games übernommen.

### Einflüsse und Taktiken
Die Spieltaktiken sind stark von den Seeschlachten der beiden Weltkriege beeinflusst. Der Schwerpunkt der Schlachten liegt auf großkalibrigen Kanonen, Torpedos und in begrenztem Maße auf trägergestützten Abfangjägern und Enterbooten. Zusätzlich sind auch Elemente aus der Zeit als Segelschiffe die Weltmeere dominierten im Spiel enthalten. Im Spiel selbst sind dies die Wichtigkeit von Breitseiten, das Ausmanövrieren der gegnerischen Flotten (Crossing the T) sowie das Rammen und Entern anderer Schiffe. Einflüsse aus dieser Zeit tauchen auch in den Beschreibungen der Rekrutierungstechniken der einzelnen Flotten auf (Shanghaien). Zusätzlich werden in manchen Texten Lebensbedingungen wie sie auf antiken Sklavengaleeren herrschten beschrieben.

## Computerspiele
Seit 2005 besteht die Möglichkeit Raumflotte Gothic, mit Hilfe der freien 2D-Brett- und Kartenspielsoftware VASSAL, über das Internet zu spielen. Es existiert auch ein alternatives VASSAL-Modul mit abgeändertem Regelwerk, bei dem auf einer Hexfeldkarte gespielt wird. Das Spiel ähnelt einem richtigen Tabletopspiel, da keine Regeln einprogrammiert sind, und die Spieler alles manuell erledigen müssen. 
Außer den zwei VASSAL-Modulen gibt es noch eine Umsetzung für das Programm Cyberboard namens Distantguns, welche allerdings nicht vollständig ist und zurzeit nicht weiterentwickelt wird. 
Im Januar 2015 kündigte Tindalos Interactive eine eigene Umsetzung zu Battlefleet Gothic an, welche im April 2016 unter dem Namen Battlefleet Gothic: Armada erschien. Im Januar 2018 kündigte Tindalos die 2019 erschienene Fortsetzung an.
2016 erschien das Spiel Battlefleet Gothic: Leviathan als Umsetzung für IOS- und Android-Geräte. Die Lizenz liegt bei Grand Cauldron.